# Euxoa schawerdae
Euxoa schawerdae är en fjärilsart som beskrevs av Charles Boursin 1934. Euxoa schawerdae ingår i släktet Euxoa och familjen nattflyn. Inga underarter finns listade i Catalogue of Life.